# Stephen Benét
Stephen Vincent Benét (ur. 22 lipca 1898 w Fountain Hill, zm. 13 marca 1943 w Nowym Jorku) – amerykański poeta i powieściopisarz, oraz autor opowiadań. Był bratem Williama Rose’a Benéta (1886–1950), poety i krytyka, który zasłynął swoją pracą The Reader's Cyclopedia (1948).
W latach 1928–1943 Stephen Vincent Benét był jednym z najpopularniejszych żyjących amerykańskich poetów. Jego największym dziełem jest poemat epicki John Brown’s Body, opowiadający o wojnie secesyjnej. Utwór ten ma piętnaście tysięcy wersów, co czyni go jednym z najdłuższych amerykańskich poematów. Za ten utwór poeta otrzymał w 1929 roku Nagrodę Pulitzera. Na podstawie najsłynniejszego opowiadania Benéta, Diabeł i Daniel Webster, powstały sztuka teatralna, opera i film. W utworze Nightmare Number Three wykorzystał motyw buntu maszyn przeciwko ludziom, popularny później w literaturze science-fiction. Do tematyki katastroficznej autor powrócił w opowiadaniu Nad rzekami Babilonu, opublikowanym na krótko przed wybuchem II wojny światowej, w którym bohater tuła się po gruzach całkowicie spalonego Nowego Jorku.
W 1951 jego książka Ameryka została wycofana z polskich bibliotek oraz objęta cenzurą.

## Wybrane prace
- Five Men and Pompey, 1915
- The Drug-Shoop, 1917
- Young Adventure, 1918
- Heavens and Earth, 1920
- The Beginnings of Wisdom, 1921
- Young People’s Pride, 1922
- Jean Huguenot, 1923
- The Ballad of William Sycamore, 1923
- King David, 1923
- Nerves, 1924 (z John Farrarem)
- That Awful Mrs. Eaton, 1924 (z John Farrarem)
- Tiger Joy, 1925
- Spanish Bayonet, 1926
- John Brown’s Body, 1928
- The Barefoot Saint, 1929
- The Litter of Rose Leaves, 1930
- Abraham Lincoln, 1930 (scenariusz, razem z Gerritem Lloydem)
- Ballads and Poems, 1915–1930, 1931
- A Book of Americans, 1933 (razem z Rosemary Carr Benét)
- James Shore's Daughter, 1934
- The Burning City, 1936 (zawiera Litany for Dictatorships)
- The Magic of Poetry and the Poet's Art, 1936
- The Devil and Daniel Webster, 1936, wyd. polskie Diabeł i Daniel Webster, 1987, tłum. Anna Szuman[7]
- By the Waters of Babylon, 1937, wyd. polskie Nad rzekami Babilonu, 1988, tłum. Marek S. Nowowiejski[8]
- The Headless Horseman, 1937
- Thirteen O'Clock, 1937
- Johnny Pye and the Fool Killer, 1938, wyd. polskie Ucieczka Johnny'ego Pye, 1987, tłum. Tomasz Wyżyński[7]

- Tales Before Midnight, 1939
- The Ballad of the Duke's Mercy, 1939
- Nightmare at Noon, 1940
- Elementals, 1940–1941
- Freedom’s Hard-Bought Thing, 1941
- Listen to the People, 1941
- A Summons to the Free, 1941
- Cheers for Miss Bishop, 1941 (scenariusz, wraz z Adelaide Heilbron i Sheridan Gibney)
- They Burned the Books, 1942
- Selected Works, 1942 (2 tomy)
- Short Stories, 1942
- Nightmare at Noon, 1942
- A Child is Born, 1942
- They Burned the Books, 1942

Prace wydane pośmiertnie:
- Western Star, 1943 (niedokończona)
- Twenty Five Short Stories, 1943
- America, 1944, wyd. polskie Ameryka, 1946, tłum. Zofia Łempicka[9]
- O’Halloran's Luck and Other Short Stories, 1944
- We Stand United, 1945 (scenariusz radiowy)
- The Bishop's Beggar, 1946
- The Last Circle, 1946
- Selected Stories, 1947
- From the Earth to the Moon, 1958